# Glaucothoé
 (décembre 2022).
Si vous disposez d'ouvrages ou d'articles de référence ou si vous connaissez des sites web de qualité traitant du thème abordé ici, merci de compléter l'article en donnant les références utiles à sa vérifiabilité et en les liant à la section « Notes et références ».

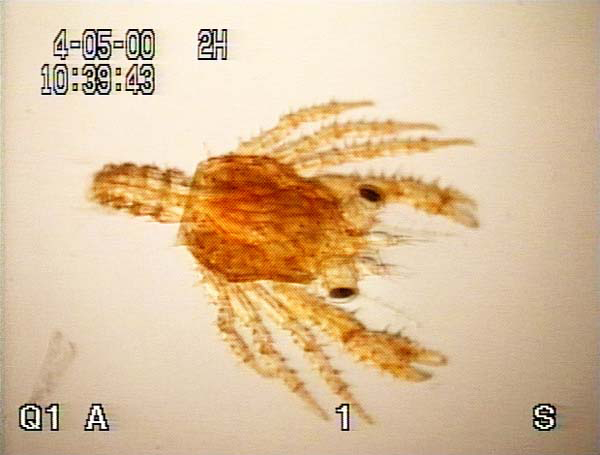
Larve glaucothoe de crabe royal.

La larve glaucothoé est le stade larvaire ultime des crustacés de l'infra-ordre des Anomura (bernards l'hermite et crabes royaux). Elle succède au stade zoé, et est donc homologue de la larve mégalope des Brachyura.
Au cours du développement de l'animal, la larve glaucothoé est suivie par le stade juvénile.